# 1279
| [ Edytuj tabelę ]                          |                                                                  |
| Książę Małopolski                          | - 1243 Bolesław V Wstydliwy 1279 - 1279 Leszek Czarny 1288       |
| Książę Wielkopolski                        | - 1239 Bolesław Pobożny 1279 - 1273 Przemysł II 1296             |
| Król Albanii                               | - 1272 Karol I 1285                                              |
| Współksiążęta Andory                       | - 1278 Pere d'Urg 1293 - 1278 Roger Bernard I 1302               |
| Król Angkoru                               | - 1244 Dżajawarman VIII 1295                                     |
| Król Anglii                                | - 1272 Edward I 1307                                             |
| Król Aragonii i Walencji, hrabia Barcelony | - 1276 Piotr III Wielki 1285                                     |
| Margrabia Brandenburgii                    | - 1267 Konrad 1304 - 1267 Jan II 1281 - 1267 Otto IV 1308        |
| Książę Burgundii                           | - 1272 Robert II 1306                                            |
| Książę Dolnej Bawarii                      | - 1253 Henryk XIII 1290                                          |
| Książę Górnej Bawarii                      | - 1253 Ludwik II 1294                                            |
| Cesarz Bizancjum                           | - 1261 Michał VIII Paleolog 1282                                 |
| Car Bułgarii                               | - 1277 Iwajło 1279 - 1279 Iwan Asen III 1280                     |
| Cesarz Chin                                | - 1278 Song Bing 1279 - 1279 Kubilaj-chan 1294                   |
| Król Cypru                                 | - 1267 Hugo III 1284                                             |
| Król Czech                                 | - 1278 Wacław II 1305                                            |
| Król Danii                                 | - 1259 Eryk Glipping 1286                                        |
| Władca Egiptu                              | - 1277 Baraka Chan 1279 - 1279 Salamisz 1279 - 1279 Kalawun 1290 |
| Cesarz Etiopii                             | - 1270 Jykuno Amlak 1285                                         |
| Król Francji                               | - 1270 Filip III Śmiały 1285                                     |
| Król Gruzji                                | - 1271 Dymitr II Ofiarny 1289                                    |
| Hrabia Holandii                            | - 1256 Floris V 1296                                             |
| Cesarz Japonii                             | - 1274 Go-Uda 1287                                               |
| Kalif                                      | - 1262 Al-Hakim bi-Amr Allah 1302                                |
| Król Kastylii i Leónu                      | - 1252 Alfons X Mądry 1284                                       |
| Patriarcha Konstantynopola                 | - 1275 Jan XI Bekkos 1289                                        |
| Władca Korei                               | - 1274 Ch’ungnyŏl 1308                                           |
| Wielki książę litewski                     | - 1269 Trojden 1282                                              |
| Sułtan Maroka                              | - 1259 Abu Jusuf Jakub 1286                                      |
| Król Nawarry                               | - 1274 Joanna I z Nawarry 1284                                   |
| Król Norwegii                              | - 1263 Magnus VI Prawodawca 1280                                 |
| Hrabia Palatynatu                          | - 1253 Ludwik II Bawarski 1294                                   |
| Papież                                     | - 1277 Mikołaj III 1280                                          |
| Król Portugalii                            | - 1248 Alfons III 1279 - 1279 Dionizy I 1325                     |
| Sułtan Rumu                                | - 1265 Kaj Chusrau III 1282                                      |
| Książę Rusi halickiej                      | - 1270 Lew I 1300                                                |
| Cesarz Rzymski (niemiecki)                 | - 1257 Alfons z Kastylii 1284 - 1273 Rudolf I Habsburg 1291      |
| Książę Saksonii                            | - 1260 Albrecht II 1298                                          |
| Król Serbii                                | - 1276 Stefan Dragutin 1282                                      |
| Król Singasari                             | - 1268 Kertanagara 1292                                          |
| Król Szkocji                               | - 1249 Aleksander III 1286                                       |
| Król Szwecji                               | - 1275 Magnus I Birgersson Ladulås 1290                          |
| Doża Wenecji                               | - 1275 Jacopo Contarini 1280                                     |
| Król Węgier                                | - 1272 Władysław IV Kumańczyk 1290                               |
| Wielki mistrz zakonu krzyżackiego          | - 1273 Hartmann von Heldrungen 1282                              |

Rok 1279 / MCCLXXIX
stulecia: XII wiek ~
XIII wiek ~
XIV wiek

lata: 1269 «
1274 «
1275 «
1276 «
1277 «
1278 «
1279
» 1280
» 1281
» 1282
» 1283
» 1284
» 1289

## Wydarzenia w Polsce
- 10 grudnia – w krypcie kościoła franciszkanów w Krakowie pochowano księcia Bolesława V Wstydliwego.
- Książę płocki Bolesław II poślubił córkę wielkiego księcia litewskiego Trojdena Gaudemundę ochrzczoną jako Zofia. Spowinowacenie się Bolesława II z dokuczliwym sąsiadem było próbą zabezpieczenia Mazowsza od wschodu.
- Nowe Brzesko, Prudnik i Świebodzice otrzymały prawa miejskie.

## Wydarzenia na świecie
- 16 lutego – Dionizy I został królem Portugalii.
- 5 marca – wielki książę litewski Trojden rozgromił w bitwie pod Kiernowem armię inflanckiej gałęzi zakonu krzyżackiego.
- 19 marca – zwycięstwo floty mongolskiej nad chińską w bitwie pod Yamen; upadek dynastii Song.
- 12 października – Nichiren Daishonin napisał Gohonzon.

## Zmarli
- 16 lutego – Alfons III Dzielny, król Portugalii (ur. 1210)
- 13 lub 14 kwietnia – Bolesław Pobożny,  książę wielkopolski (ur. pomiędzy 1224 a 1227)
- 7 maja – Albert z Bergamo, włoski tercjarz dominikański, błogosławiony katolicki (ur. ok. 1214)
- 15 sierpnia – Albrecht I Wielki, książę Brunszwiku (ur. 1236)
- 7 grudnia – Bolesław V Wstydliwy, książę krakowski i sandomierski (ur. 1226)

## Święta ruchome
Wielkanoc: 2 kwietnia